# 824
Раннє Середньовіччя •  Епоха вікінгів •  Золота доба ісламу •  Реконкіста.

## Геополітична ситуація
У Східній Римській імперії триває правління Михаїла II Травла. У Франкському королівстві продовжується правління Людовика Благочестивого. Північ Італії належить Каролінзькій імперії, Рим і Равенна під управлінням Папи Римського, герцогства на південь від Римської області незалежні, деякі області на півночі та на півдні належать Візантії. Піренейський півострів, окрім Королівства Астурія, займає Кордовський емірат. В Англії триває період гептархії. Існують слов'янські держави: Перше Болгарське царство та Велика Моравія.
Аббасидський халіфат очолює аль-Мамун. У Китаї править династія Тан. Велика частина Індії під контролем імперії Пала. В Японії триває період Хей'ан. Хозарський каганат підпорядкував собі кочові народи на великій степовій території між Азовським морем та Аралом. Територію на північ від Китаю займає Уйгурський каганат.
На території лісостепової України в IX столітті літописці згадують слов'янські племена білих хорватів, бужан, волинян, деревлян, дулібів, полян, сіверян, тиверців, уличів. У Північному Причорномор'ї співіснують різні кочові племена, зокрема булгари, хозари, алани, тюрки, угри, кримські готи. Херсонес Таврійський належить Візантії.

## Події
- Баски знову побили франків у Рансевальській ущелині.
- Приблизно цього року Іньїго Аріста збунтувався проти франків і утворив Королівство Наварра з центром у Памплоні.
- Розпочався понтифікат Євгенія II.
- За участю Лотара I укладено Римську конституцію (Constitutio Romana), за якою Папа Римський при обранні був зобов'язаний присягнути на вірність імператору.
- Сарацини з Аль-Андалусу захопили Крит (був у складі Візантійської імперії).
- Вікінги сплюдрували Нуармутьє і напали на монастир Скелліг-Майкл.